# Klemm Kl 25
El Klemm L25, denominado posteriormente en 1930 como Klemm Kl 25 fue un avión utilitario monomotor y biplaza, construido por la compañía alemana Klemm a finales de los años 1920. Realizó su primer vuelo en el año 1927. Se llegaron a fabrican más de 600 aeronaves, llegándose también a producirse bajo licencia en el Reino Unido y en los Estados Unidos.

## Diseño y construcción
Con un ala baja cantilever , tren de aterrizaje fijo y dos cabinas abiertas en tándem, el avión fue desarrollado por Hanns Klemm, que utilizó su diseño anterior, el Klemm Kl 20, como punto de partida. En un principio voló con un motor Daimler-Leichtflugmotor Typ F 7502 de 20 hp (15 kW). Se construyeron alrededor de 30 versiones diferentes del Kl 25, y estas estaban equipadas con motores que variaban de 32 a 70 kW (43 a 94 CV). La estructura del fuselaje y alas estaba cubierta con planchas de madera contrachapada.
Según el modelo, el peso de la aeronave variaba entre los 620 a 720 kg y tenía una envergadura de 10,5 a 13 m. El despegue se lograba a solo 50 km/h y la velocidad máxima estuvo entre 150 y 160 km/h.
En relación con un avión similar de la época, el montaje era muy fácil, y esto lo convirtió en un avión muy popular. De acuerdo con los folletos de venta, solo se requería el 25% de potencia del motor para mantener el avión en vuelo, en comparación con los biplanos del período, que requerían un 50% de potencia del motor.
Alrededor de 600 ejemplares se construyeron en Alemania entre 1929 y 1936, sirviendo con varias organizaciones de entrenamiento de vuelo, ya sea con tren de ruedas, esquís o flotadores. Quince fueron vendidos en Gran Bretaña antes de la Segunda Guerra Mundial donde resultaron ser muy apreciados, siendo equipados con una variedad de motores domésticos. A resultas de ello  el distribuidor británico de la L.25, el comandante E.F. Stephen, creó la "British Klemm Airplane Company" (que en 1935 se conocería como British Aircraft Manufacturing Co.) en London Air Park, Hanworth, Middlesex para producir una versión de la L.25 bajo licencia como BK Swallow y en 1935 BA Swallow. A partir de 1928 comenzó la producción bajo licencia en los Estados Unidos; se llevó a cabo por la firma Aeromarine-Klemm Company, que tuvo un éxito moderado, así como el desarrollo de modelos para el mercado estadounidense, en forma aislada de la empresa matriz, con aproximadamente 120 modelos construidos en total.
Los Klemm L.25 participaron en muchos concursos, entre otros en competiciones internacionales de Aviones de Turismo (Europa Rundflug) en 1929 (mejor 4 ° lugar) y en 1930 (mejor 2 ° y 3 ° lugar, con la variante L 25E)
Wolff Hirth ganó con un L.25 en 1929 la Copa Hindenburg y en 1930 realizó un vuelo de larga distancia de más de 24.000 km. La famosa aviadora Elly Beinhorn completó su vuelo a África, voló a lo largo de la costa este, y después regresó por la costa oeste solo con un Klemm 25 con motor Salmson.

## Variantes
Alemania
L 25 a: variante con motor Daimler F 7502 ; construido entre 1927 y 1929
L 25 I, Ia  y IW: variante con motor radial Salmson AD-9 de 40 hp ; construido desde 1928 hasta 1929
L 25 b: variante de 1931 con motor Daimler de 22 hp
L 25 b VII: variante con motor Hirth HM 60
L 25 d II: variante con motor radial de cinco cilindros Siemens-Halske Sh 13 a de 88 hp
L 25 d VII R: variante con motor lineal de cuatro cilindros Hirth HM 60 R de 80 hp
L 25 IVa: variante con motor radial de cinco cilindros Armstrong Siddeley Genet II de 80 hp.
 Reino Unido
British Klemm Aeroplane Company BK Swallow
British Aircraft Manufacturing Co. BA Swallow II
 Estados Unidos
Aeromarine-Klemm AKL-25
Aeromarine-Klemm AKL-26
Aeromarine-Klemm AKL-27
Aeromarine-Klemm AKL-60
Aeromarine-Klemm AKL-70
Aeromarine-Klemm Model 70 Trainer

## Especificaciones (L 25 d VII R)

### Características generales
- Tripulación: 2 (piloto y pasajero)
- Longitud: 7,50 m
- Envergadura: 13 m (42,7 ft)
- Altura: 2,05 m
- Superficie alar: 20,00 m²
- Peso vacío: 420 kg
- Peso máximo al despegue: 720 kg
- Planta motriz:  en línea invertido de cuatro cilindros refrigerado por aire Hirth HM 60 R.
  - Potencia: 60 kW (80 HP; 81 CV) cada uno.
- Hélices: 1× bipala de paso fijo por motor.

### Rendimiento
- Velocidad máxima operativa (Vno): 160 km/h (99 MPH; 86 kt)
- Velocidad crucero (Vc): 140 km/h (87 MPH; 76 kt)
- Velocidad de entrada en pérdida (Vs): 65 km/h (40 MPH; 35 kt)
- Alcance: 650 km (351 nmi; 404 mi)
- Techo de vuelo: 4800 m (15 748 ft)

### Aeronaves similares
- BFW M.23
- Breda Ba.15
- Caudron C.190
- CASA III
- de Havilland DH.60 Moth
- Junkers A50
- Klemm Kl 35

### Listas relacionadas
- Anexo:Aeronaves históricas del Ejército del Aire de España